# Оливър Гил
Оливър Дейвид Гил на английски: Oliver David Gill е бивш футболист на отбора от Висшата лига на Англия Манчестър Юнайтед. Оливър е син на изпълнителния директор на клуба Дейвид Гил. В кариерата си не записва нито един мач за първия отбор на Манчестър Юнайтед и едва шест като преотстъпен на Брадфорд Сити.
Гил постъпва в академията на Манчестър Юнайтед през 2006 г. и подписва първия си договор през юли 2007 г. Играе само за юношеския отбор до юли 2008 г., когато е включен в състава на резервите. Става професионалист и основен играч на резервния отбор през 2009 г. На 18 май 2011 г. е обявен за най-добър играч в първенството на резервите. Въпреки това избира да напусне отбора и да влезе в университет през септември.